# Nagy Kálmán (nyelvész)
Nagy Kálmán (Felsősófalva, 1939. május 5. – Kolozsvár, 1971. október 9.) nyelvész, tanár, műfordító. Legfőbb műve Kalevala-fordítása.

## Életútja
Családja 1942-ben költözött Kolozsvárra, itt végezte a középiskolát, majd a Bolyai Tudományegyetemen tanult, de már az egyesített egyetemen szerzett magyar nyelv és irodalom szakos tanári diplomát. 1971-ig Nagybányán volt általános iskolai tanár, majd 1971 februárjától  haláláig az Utunk szerkesztője. Cikkei és tanulmányai jelentek meg a különböző erdélyi magyar napilapokban és irodalmi folyóiratokban.

## Munkássága
Az egyetemen kezdett finnül tanulni, szinte azonnal belekezdett a Kalevala kisebb részleteinek lefordításába. Az eredeti szövegen kívül az eposz angol, német, olasz, orosz és francia nyelvű szövegét is tanulmányozta. Először a Utunk című folyóirat közölt részleteket fordításából, majd egyre több romániai magyar lap. 1967 őszén lefordította Martti Larni A szép disznópásztorlány című regényét — úgyszólván kikapcsolódásként. 1970-ben megjelent a Kis magyar nyelvtankönyv, különös tekintettel a nyelvhelyesség mindennapi kérdéseire és az általános iskola hetedik osztálya számára írt tankönyve. Fő műve azonban mindenképpen a Kalevala fordítása, ezen még halála előtt három héttel is dolgozott. Rengetegszer újraolvasta, mindig talált benne újabb és újabb javítanivalót. Munkájának színvonala méltó a korábbi fordítókéhoz, nyelvezete azonban modernebb, közelebb áll a mai olvasóközönséghez.

## Műfordításai
- Kalevala, 1972
- Martti Larni: A szép disznópásztorlány

## Művei
- Kalevala földjén. Részletek a Kalevalából; szerk. Csehi Gyula, ford., bev., jegyz. Nagy Kálmán; Irodalmi, Bukarest, 1969
- Kis magyar nyelvtankönyv, különös tekintettel a nyelvhelyesség mindennapi kérdéseire; közrem. N. Habina Mária; Kriterion, Bukarest, 1970